# Maculiparia annulicornis
Maculiparia annulicornis är en insektsart som först beskrevs av Carl Stål 1873.  Maculiparia annulicornis ingår i släktet Maculiparia och familjen Romaleidae. Inga underarter finns listade i Catalogue of Life.